# Universidade Nacional de Esportes da Coreia
A Universidade Nacional de Esportes da Coreia (KNSU) é uma universidade nacional situada em Seul, Coreia do Sul.